# Atletica leggera ai Giochi della XXXI Olimpiade - Lancio del disco maschile

Video ufficiale della Finale

Ai Giochi della XXXI Olimpiade, che si sono tenuti a Rio de Janeiro nel 2016, la competizione di lancio del disco maschile si è svolta il 12 e il 13 agosto presso lo Stadio Nilton Santos.

## Presenze ed assenze dei campioni in carica
Per i campionati europei si considera l'edizione del 2014.
| Competizione         | Atleta            | Prestazione       | Rio 2016 |
| -------------------- | ----------------- | ----------------- | -------- |
| Olimpiadi 2012       | Robert Harting    | 68,27 m           | Presente |
| Commonwealth 2014    | Vikas Gowda       | 63,64 m           | Presente |
| Europei 2014         | Robert Harting    | 66,07 m           | Presente |
| Asiatici 2014        | Ehsan Haddadi     | 65,11 m           | Presente |
| Panamericani 2015    | Fedrick Dacres    | 64,80 m           | Presente |
| Mondiali 2015        | Piotr Małachowski | 67,40 m           | Presente |
|                      |                   |                   |          |
| Mondiali junior 2012 | Fedrick Dacres    | 62,80 m (1,75 kg) | Presente |

## La gara
Il miglior lancio di qualificazione è di Piotr Małachowski (Polonia), campione del mondo in carica,  con 65,89. Il campione olimpico Robert Harting, presente per onore di firma, esce con 62,21.
Per la prima volta nella storia olimpica della specialità, la finale si svolge in orario mattutino, alle 10:50.
Małachowski dà l'assalto al suo primo oro olimpico con un lancio di 67,32 metri al primo turno. Il secondo, il tedesco Daniel Jasinski, è distanziato di un metro e mezzo. Al secondo turno va di nuovo oltre i 67 metri (67,06), mentre Jasinski viene superato da Christoph Harting, fratello minore di Robert, con 66,34. Christoph ha un personale di 67,93 metri.

Al terzo turno Małachowski ribadisce la propria superiorità scagliando l'attrezzo a 67,55.  Harting, secondo, è lontano oltre un metro.

Ma la gara riserva grandi sorprese nel finale: dapprima l'estone Martin Kupper toglie il terzo posto a Jasinksi con un lancio a 66,58. Al che il tedesco concentra le proprie energie ed effettua un lancio a 67,05 con il quale ristabilisce le gerarchie. 

Ma la sorpresa più grande la dà Harting: il suo ultimo disco atterra a 68,37 metri: è primo in classifica con il record personale. Małachowski non riesce a replicare (65,38) e deve riporre i suoi sogni di gloria.
Piotr Małachowski conferma l'argento olimpico di Pechino 2008.

I due Harting sono i primi fratelli germani a vincere l'oro nella stessa gara individuale ai Giochi olimpici.

## Risultati

### Qualificazione
Qualificazione: 65,50 m (Q) o le migliori 12 misure (q).
| Posizione | Gruppo | Nome                      | Nazionalità    | Lanci | Lanci | Lanci | Risultato | Note |
| Posizione | Gruppo | Nome                      | Nazionalità    | 1°    | 2°    | 3°    | Risultato | Note |
| --------- | ------ | ------------------------- | -------------- | ----- | ----- | ----- | --------- | ---- |
| 1         | A      | Piotr Małachowski         | Polonia        | 64,69 | 65,89 |       | 65,89     | Q    |
| 2         | A      | Lukas Weißhaidinger       | Austria        | 63,43 | 65,86 |       | 65,86     | Q    |
| 3         | B      | Christoph Harting         | Germania       | n     | 64,49 | 65,41 | 65,41     | q    |
| 4         | A      | Andrius Gudžius           | Lituania       | 59,50 | n     | 65,18 | 65,18     | q    |
| 5         | A      | Gerd Kanter               | Estonia        | 62,86 | 64,02 | n     | 64,02     | q    |
| 6         | B      | Mason Finley              | Stati Uniti    | 61,52 | 62,55 | 63,68 | 63,68     | q    |
| 7         | B      | Axel Härstedt             | Svezia         | 63,58 | n     | n     | 63,58     | q    |
| 8         | B      | Apostolos Parellīs        | Cipro          | 61,60 | 63,35 | 61,74 | 63,35     | q    |
| 9         | B      | Zoltán Kővágó             | Ungheria       | 59,83 | 63,34 | 61,57 | 63,34     | q    |
| 10        | B      | Martin Kupper             | Estonia        | 61,15 | 62,92 | n     | 62.92     | q    |
| 11        | A      | Daniel Jasinski           | Germania       | n     | 62,83 | 61,30 | 62,83     | q    |
| 12        | B      | Philip Milanov            | Belgio         | 62,68 | 62,59 | n     | 62,68     | q    |
| 13        | B      | Sven Martin Skagestad     | Norvegia       | 59,69 | 62,45 | n     | 62,45     |      |
| 14        | A      | Daniel Ståhl              | Svezia         | 60,78 | n     | 62,26 | 62,26     |      |
| 15        | B      | Robert Harting            | Germania       | n     | n     | 62,21 | 62,21     |      |
| 16        | A      | Andrew Evans              | Stati Uniti    | n     | 61,87 | n     | 61,87     |      |
| 17        | B      | Robert Urbanek            | Polonia        | n     | 61,76 | 61,53 | 61,76     |      |
| 18        | B      | Mauricio Ortega           | Colombia       | n     | 61,62 | n     | 61,62     |      |
| 19        | B      | Matthew Denny             | Australia      | 60,78 | 61,16 | n     | 61,16     |      |
| 20        | A      | Benn Harradine            | Australia      | 60,82 | 60,85 | 55,68 | 60,85     |      |
| 21        | B      | Guðni Valur Guðnason      | Islanda        | 53,51 | 60,45 | 59,37 | 60,45     |      |
| 22        | A      | Jorge Fernández           | Cuba           | 59,93 | 60,43 | 60,09 | 60,43     |      |
| 23        | A      | Mykyta Nesterenko         | Ucraina        | 57,87 | 60,28 | 60,31 | 60,31     |      |
| 24        | B      | Ehsan Haddadi             | Iran           | 57,86 | 59,92 | 60,15 | 60,15     |      |
| 25        | B      | Frank Casañas             | Spagna         | n     | 57,81 | 59,96 | 59,96     |      |
| 26        | A      | Tavis Bailey              | Stati Uniti    | n     | 59,81 | 59,25 | 59,81     |      |
| 27        | A      | Lois Maikel Martínez      | Spagna         | n     | 59,42 | n     | 59,42     |      |
| 28        | B      | Vikas Gowda               | India          | 57,59 | 58,99 | 58,70 | 58,99     |      |
| 29        | A      | Alex Rose                 | Samoa          | 57,24 | 56,47 | 54,42 | 57,24     |      |
| 30        | A      | Mahmoud Samimi            | Iran           | 56,94 | 55,43 | 56,07 | 56,94     |      |
| 31        | A      | Yevgeniy Labutov          | Kazakistan     | 55,54 | 54,02 | 54,82 | 55,54     |      |
| 32        | B      | Oleksiy Semenov           | Ucraina        | 54,69 | 54,59 | 55,35 | 55,35     |      |
| 33        | A      | Sultan Mubarak Al-Dawoodi | Arabia Saudita | n     | 54,09 | 54,84 | 54,84     |      |
| 34        | A      | Fedrick Dacres            | Giamaica       | n     | n     | 50,69 | 50,69     |      |
|           | B      | Danijel Furtula           | Montenegro     | n     | n     | n     | NM        |      |

### Finale
| Record mondiale      | Jürgen Schult     | 74,08 m | Neubrandenburg | 6 giugno 1986  |
| Record olimpico      | Virgilijus Alekna | 69,89 m | Atene          | 23 agosto 2004 |
| Capolista stagionale | Piotr Małachowski | 68,15 m | Varsavia       | 28 maggio 2016 |

Sabato 10 agosto, ore 10:50.
| Pos.    | Atleta              | Nazione     | Lanci | Lanci | Lanci | Lanci           | Lanci           | Lanci           | Misura | Note                          |
| Pos.    | Atleta              | Nazione     | 1°    | 2°    | 3°    | 4°              | 5°              | 6°              | Misura | Note                          |
| ------- | ------------------- | ----------- | ----- | ----- | ----- | --------------- | --------------- | --------------- | ------ | ----------------------------- |
| Oro     | Christoph Harting   | Germania    | 62,38 | 66,34 | n     | n               | 64,77           | 68,37           | 68,37  | Miglior prestazione personale |
| Argento | Piotr Małachowski   | Polonia     | 67,32 | 67,06 | 67,55 | n               | 65,51           | 65,38           | 67,55  |                               |
| Bronzo  | Daniel Jasinski     | Germania    | 65,77 | 65,01 | 66,08 | 64,83           | 63,31           | 67,05           | 67,05  |                               |
| 4       | Martin Kupper       | Estonia     | 64,47 | n     | 62,88 | n               | n               | 66,58           | 66,58  |                               |
| 5       | Gerd Kanter         | Estonia     | 65,10 | 63,01 | 64,45 | 63,73           | n               | n               | 65,10  |                               |
| 6       | Lukas Weißhaidinger | Austria     | 62,14 | 62,44 | 61,81 | n               | n               | 64,95           | 64,95  |                               |
| 7       | Zoltán Kővágó       | Ungheria    | 64,50 | n     | 62,98 | n               | n               | n               | 64,50  |                               |
| 8       | Apostolos Parellīs  | Cipro       | 61,00 | 60,82 | 63,72 | n               | 63,49           | 62,37           | 63,72  |                               |
| 9       | Philip Milanov      | Belgio      | 62,22 | n     | n     | Non qualificati | Non qualificati | Non qualificati | 62,22  |                               |
| 10      | Axel Härstedt       | Svezia      | 54,77 | 62,12 | n     | Non qualificati | Non qualificati | Non qualificati | 62,12  |                               |
| 11      | Mason Finley        | Stati Uniti | 60,43 | n     | 62,05 | Non qualificati | Non qualificati | Non qualificati | 62,05  |                               |
| 12      | Andrius Gudžius     | Stati Uniti | 60,66 | 58,89 | n     | Non qualificati | Non qualificati | Non qualificati | 60,66  |                               |